# اسید واکسنیک
اسید واکسنیک (به انگلیسی: Vaccenic acid) اسید چربی با فرمول شیمیایی C۱۸H۳۴O۲ یک ترکیب شیمیایی با شناسه پاب‌کم ۵۲۸۱۱۲۷ است. که جرم مولی آن ۲۸۲٫۴۶۱ g/mol می‌باشد. 